# Jonathan Menéndez
Jonathan Diego Menéndez (Buenos Aires, 5 de marzo de 1994) es un futbolista profesional argentino juega como delantero, y actualmente se desempeña en San Martín de San Juan, de la Primera División de Argentina. Es hermano gemelo del también futbolista de Nahuel Menéndez.

## Trayectoria

### Chacarita
Comenzó su carrera en Chacarita Juniors, donde se formó como jugador.  Debutó como profesional el 5 de junio de 2011 en un partido frente a Boca Unidos de Corrientes por la Primera B Nacional; cuyo resultado fue empate 0 a 0. Apareció en otros dos otros partidos durante la campaña y su equipo terminó en una posición cómoda en la tabla al final de la temporada.

### Sevilla Atlético
El 1 de febrero de 2012 se trasladó al extranjero por primera vez en su carrera, uniéndose a Sevilla FC junto con su hermano. Sin embargo, debido a problemas burocráticos, sólo jugó para la Juvenil escuadra el Sevilla B.

### Regreso a Chacarita
En enero de 2015 el junto a su hermano regresan desde España para jugar de nuevo en Chacarita. En la temporada 2016 de la Primera B Nacional llega al subcampeonato con su equipo. Luego de una campaña excepcional con Chacarita es vendido a Talleres de Córdoba.

### Talleres de Córdoba

#### 2016-17
Luego de una buena temporada en la B Nacional de 2016 con Chacarita es transferido a Talleres, institución que compra al jugador para jugar en la Primera División.  El mediapunta llega a Talleres por la venta del 35 % de su pase en 300 mil dólares. Al Funebrero le queda un 5 % y los derechos de formación del jugador.
La primera parte del campeonato fue bastante positiva para Jonathan, disputó la mayoría de los partidos de titular y consiguió marcar en varias oportunidades; lamentablemente se perdió los últimos encuentros de la primera parte del torneo a causa de una lesión. Durante la pretemporada en el receso de verano se recupera poco a poco y se pone a punto para la segunda parte del torneo de Primera División 2016-17. Finaliza como uno de los goleadores del equipo con 9 tantos en 22 partidos disputados.

#### 2017-18
Disputó tan solo 9 partidos de manera oficial por la Superliga, al llegar a enero de 2018 es vendido a Independiente por U$D 3.000.000.

### Independiente
Llega a Independiente luego de que Talleres lo vendiera, su transferencia se cerró el 24 de enero de 2018.

### Al Rayyan Sports Club
En julio de 2018 sin lugar en Independiente llega cedido al club catarí con cargo de 500.000 dólares y opción de 3,5 millones dólares, será dirigido por Rodolfo "Vasco" Arruabarrena.

### Vuelta a Independiente
Vuelve a Independiente por pedido del DT Holan, para jugar los últimos partidos de la superliga 2018/2019.
Convirtió su primer gol en Independiente por la fecha 22 de la Superliga 2019 contra Aldosivi de Mar del Plata. En la victoria del Rojo por 2 a 0.

## Estadísticas

### Clubes
Actualizado hasta su último partido disputado el 4 de mayo de 2025.
| Club                            | Div.          | Temporada     | Liga  | Liga  | Liga   | Copas | Copas | Copas  | Internacional | Internacional | Internacional | Total | Total | Total  |
| Club                            | Div.          | Temporada     | Part. | Goles | Asist. | Part. | Goles | Asist. | Part.         | Goles         | Asist.        | Part. | Goles | Asist. |
| ------------------------------- | ------------- | ------------- | ----- | ----- | ------ | ----- | ----- | ------ | ------------- | ------------- | ------------- | ----- | ----- | ------ |
| Chacarita Juniors Argentina     | 2.ª           | 2010-11       | 3     | 0     | 0      | —     | —     | —      | —             | —             | —             | 3     | 0     | 0      |
| Chacarita Juniors Argentina     | 2.ª           | 2015          | 33    | 3     | 4      | 1     | 0     | 0      | —             | —             | —             | 34    | 3     | 4      |
| Chacarita Juniors Argentina     | 2.ª           | 2016          | 21    | 6     | 2      | —     | —     | —      | —             | —             | —             | 21    | 6     | 2      |
| Chacarita Juniors Argentina     | Total club    | Total club    | 57    | 9     | 6      | 1     | 0     | 0      | 0             | 0             | 0             | 58    | 9     | 6      |
| Sevilla Atlético · España       | 2.ª B         | 2012-13       | 21    | 0     | 0      | —     | —     | —      | —             | —             | —             | 21    | 0     | 0      |
| Sevilla Atlético · España       | 2.ª B         | 2013-14       | 28    | 4     | 0      | —     | —     | —      | —             | —             | —             | 28    | 4     | 0      |
| Sevilla Atlético · España       | 2.ª B         | 2014-15       | 7     | 0     | 0      | —     | —     | —      | —             | —             | —             | 7     | 0     | 0      |
| Sevilla Atlético · España       | Total club    | Total club    | 56    | 4     | 0      | 0     | 0     | 0      | 0             | 0             | 0             | 56    | 4     | 0      |
| Talleres de Córdoba Argentina   | 1.ª           | 2016-17       | 22    | 9     | 3      | 1     | 0     | 0      | —             | —             | —             | 23    | 9     | 3      |
| Talleres de Córdoba Argentina   | 1.ª           | 2017-18       | 9     | 1     | 2      | 1     | 0     | 0      | —             | —             | —             | 10    | 1     | 2      |
| Talleres de Córdoba Argentina   | 1.ª           | 2019-20       | 21    | 6     | 1      | 2     | 0     | 0      | —             | —             | —             | 23    | 6     | 1      |
| Talleres de Córdoba Argentina   | Total club    | Total club    | 52    | 16    | 6      | 4     | 0     | 0      | 0             | 0             | 0             | 56    | 16    | 6      |
| C. A. Independiente Argentina   | 1.ª           | 2017-18       | 4     | 0     | 1      | —     | —     | —      | 5             | 0             | 0             | 9     | 0     | 1      |
| C. A. Independiente Argentina   | 1.ª           | 2018-19       | 3     | 1     | 0      | 1     | 0     | 0      | 1             | 0             | 0             | 5     | 1     | 0      |
| C. A. Independiente Argentina   | 1.ª           | 2020          | —     | —     | —      | 7     | 3     | 0      | 5             | 0             | 0             | 12    | 3     | 0      |
| C. A. Independiente Argentina   | 1.ª           | 2021          | —     | —     | —      | 11    | 2     | 3      | 1             | 0             | 0             | 12    | 2     | 3      |
| C. A. Independiente Argentina   | Total club    | Total club    | 7     | 1     | 1      | 19    | 5     | 3      | 12            | 0             | 0             | 38    | 6     | 4      |
| Al-Rayyan S. C. Catar           | 1.ª           | 2018-19       | 4     | 1     | 0      | 1     | 0     | 0      | —             | —             | —             | 5     | 1     | 0      |
| Al-Rayyan S. C. Catar           | Total club    | Total club    | 4     | 1     | 0      | 1     | 0     | 0      | 0             | 0             | 0             | 5     | 1     | 0      |
| Real Salt Lake Estados Unidos   | 1.ª           | 2021          | 20    | 1     | 3      | —     | —     | —      | —             | —             | —             | 20    | 1     | 3      |
| Real Salt Lake Estados Unidos   | 1.ª           | 2022          | 4     | 0     | 0      | —     | —     | —      | —             | —             | —             | 4     | 0     | 0      |
| Real Salt Lake Estados Unidos   | Total club    | Total club    | 24    | 1     | 3      | 0     | 0     | 0      | 0             | 0             | 0             | 24    | 1     | 3      |
| C. A. Vélez Sarsfield Argentina | 1.ª           | 2022          | 6     | 0     | 0      | —     | —     | —      | —             | —             | —             | 6     | 0     | 0      |
| C. A. Vélez Sarsfield Argentina | Total club    | Total club    | 6     | 0     | 0      | 0     | 0     | 0      | 0             | 0             | 0             | 6     | 0     | 0      |
| Newell's Old Boys Argentina     | 1.ª           | 2023          | 7     | 0     | 0      | 1     | 0     | 0      | 3             | 0             | 1             | 11    | 0     | 1      |
| Newell's Old Boys Argentina     | Total club    | Total club    | 7     | 0     | 0      | 1     | 0     | 0      | 3             | 0             | 1             | 11    | 0     | 1      |
| Aris Salónica F. C. · Grecia    | 1.ª           | 2023-24       | 17    | 1     | 2      | 1     | 0     | 0      | 4             | 0             | 0             | 22    | 1     | 2      |
| Aris Salónica F. C. · Grecia    | Total club    | Total club    | 17    | 1     | 2      | 1     | 0     | 0      | 4             | 0             | 0             | 22    | 1     | 2      |
| AE Kifisia FC · Grecia          | 1.ª           | 2023-24       | 13    | 0     | 2      | —     | —     | —      | —             | —             | —             | 13    | 0     | 2      |
| AE Kifisia FC · Grecia          | Total club    | Total club    | 13    | 0     | 2      | 0     | 0     | 0      | 0             | 0             | 0             | 13    | 0     | 2      |
| San Martín (SJ) Argentina       | 1.ª           | 2025          | 7     | 0     | 0      | —     | —     | —      | —             | —             | —             | 7     | 0     | 0      |
| San Martín (SJ) Argentina       | Total club    | Total club    | 7     | 0     | 0      | 0     | 0     | 0      | 0             | 0             | 0             | 7     | 0     | 0      |
| Total carrera                   | Total carrera | Total carrera | 250   | 33    | 20     | 27    | 5     | 3      | 19            | 0             | 1             | 296   | 38    | 24     |
| 1. 2.                           |               |               |       |       |        |       |       |        |               |               |               |       |       |        |